# سمفونی شماره ۲ (کابالفسکی)
سمفونی شماره ۲ دمیتری کابالفسکی در دو مینور، اپوس. ۱۹، که در سال ۱۹۳۴ نوشته و تکمیل شد، دومین سمفونی از چهار سمفونی ساخته شده او و بیشترین اجرا و ضبط شده در بین آثار او است، با نگاهی دراماتیک و آشفته و در عین حال برونگرا، غنی و نسبتاً مثبت، مانند سایر سمفونی‌های دراماتیک روسیه از دوران استالینیسم، گفته می‌شود که به مبارزه بشر برای اصلاح جامعه در چارچوب ارزش‌های اتحاد جماهیر شوروی می‌پردازد.
این سمفونی برای اولین بار در تاریخ ۲۵ دسامبر ۱۹۳۴ در کنسرواتوار دولتی چایکوفسکی مسکو توسط ارکستر فیلارمونیک مسکو زیر نظر آلبرت کوتس اجرا شد. طبق بررسی اولین داونز برای مجله نیویورک تایمز، اولین نمایش بین‌المللی در ۸ نوامبر ۱۹۴۲ توسط ارکستر گروه ان‌بی‌سی به رهبری آرتورو توسکانینی در شهر نیویورک اجرا و ضبط شد. توسکانینی، که مدافع اورتور اپرای کابالوفسکی کولاس بروگنون بود، دوباره آن را در سال ۱۹۴۵ اجرا کرد.

## موومان‌ها
1. آلگرو تقریباً زود
2. آندانته نه خیلی زیاد
3. پرستیسیمو اسکرتسو